# Bojna
Bojna (ryska: Бойна) är ett vattendrag i Belarus.   Det ligger i voblasten Vitsebsks voblast, i den norra delen av landet, 110 km nordost om huvudstaden Minsk.
I omgivningarna runt Bojna växer i huvudsak blandskog. Runt Bojna är det ganska glesbefolkat, med 28 invånare per kvadratkilometer.